# Notopygos mitsukurii
Notopygos mitsukurii är en ringmaskart som beskrevs av Izuka 1910. Notopygos mitsukurii ingår i släktet Notopygos och familjen Amphinomidae. Inga underarter finns listade i Catalogue of Life.